# Hydrogensulfid sodný
Hydrogensulfid sodný je anorganická sloučenina se vzorcem NaHS. Jedná se o produkt částečné neutralizace kyseliny sulfanové (H2S) hydroxidem sodným. NaHS se používá na přípravu organických i anorganických sloučenin síry; může být použit jako pevná látka, častěji však nachází využití v podobě vodného roztoku. Pevný NaHS je bezbarvý a vyznačuje se podobným zápachem jako H2S, protože se rozkládá působením vzdušné vlhkosti. Na rozdíl od sulfidu sodného (Na2S), který je nerozpustný v organických rozpouštědlech, je NaHS jakožto 1:1 elektrolyt lépe rozpustný. Roztoky HS− jsou citlivé na vzdušný kyslík, který je mění na polysulfidy, což se projevuje žlutým zabarvením.

## Příprava
Obvyklá laboratorní příprava hydrogensulfidu sodného spočívá v reakci methoxidu sodného (NaOMe) se sulfanem:
NaOMe + H2S → NaHS + MeOH
Čistotu NaHS lze zjistit jodometrickou titrací, kdy se využívá redukce I2 ionty HS−.
Bezvodý hydrogensulfid sodný se dá získat reakcí sodíku s plynným sulfanem za nepřítomnosti vody a kyslíku.

## Struktura a vlastnosti
Krystalický NaHS má při teplotách nad 360 K strukturu NaCl, z čehož vyplývá, že HS− se chová jako kulovitý anion, který rychle rotuje. Pod 360 K vytváří kosočtverečnou strukturu, kde má HS− diskovitý tvar. Za teplot nižších než 114 K se jeho struktura stává jednoklonnou. Odpovídající rubidné a draselné soli se chovají podobně.
NaHS taje při 350 °C. Kromě bezvodé formy se může vyskytovat i ve dvou hydratovaných formách, jako NaHS·2H2O a NaHS·3H2O. Všechny tři formy jsou bezbarvé a mají podobné, i když ne zcela stejné, vlastnosti.
Lze jej použít k vysrážení hydrogensulfidů ostatních kovů přidáním do vodných roztoků příslušných solí. Podobně jako u analogického hydroxidu sodného jde o silnou zásadu.

## Použití
Ročně se vyrobí několik tisíc tun NaHS. Využití má například při výrobě papíru, jako flotační látka při extrakci mědi z rud, kde aktivuje oxidové minerály, a v kožedělném průmyslu, kde se pomocí něj odstraňují vlasy z kůží.